# Маганья, Рауль
Рауль Маганья Родригес (исп. Raul Magaña Rodriquez; род. 16 сентября 1966, Мехико, Мексика) — мексиканский актёр театра и кино, певец, телеведущий и фотомодель.

## Биография
Родился 16 сентября 1966 года в Мехико. С детства мечтал стать актёром, и поэтому в 1985 году поступил в CEA при телекомпании Televisa, который он окончил в 1987 году. Являлся также певцом и входил в музыкальную группу Mestizo, которая получила три золотых диска. В мексиканском кинематографе дебютировал в 1990 году и с тех пор снялся в 26 работах в кино и телесериалах. С 2007 по 2012 год являлся телеведущим телепередачи Se vale. В качестве фотомодели снимался в откровенных фотосессиях для модных журналов.

## Фильмография

### Теленовеллы
- 2016: Трижды Ана — Игнасио Альварес дель Кастильо
- 2015: Lo imperdonable — Альфредо Диас
- 2013: Непокорное сердце — д-р Данило Пальма
- 2010: Llena de amor — Луис Фелипе Руис-и-де Тереза
- 2006—2007: La fea más bella — Ариэль Вилорроэль
- 2004: Misión S.O.S. — Леонардо
- 2004: Corazones al límite
- 2003: Velo de novia — Lic. Efrían Venum
- 2003: Niña amada mía — Данило Дуарте
- 2002—2003: ¡Vivan los niños! — Фабиан
- 2002: Cómplices al rescate — Герардо Онтиверос
- 2001: Navidad sin fin — Маурицио
- 2000—2001: Por un beso — Давид Диас де Леон Лаваль
- 2000: Amigos X Siempre — Герардо
- 1999: Alma rebelde — Роман
- 1998: Camila — Иван Алмейда
- 1997—1998: Без тебя — Маурицио
- 1996—1997: Мне не жить без тебя — Давид
- 1993—1994: Más allá del puente — Киро
- 1992—1994: Волшебная молодость — Мигель
- 1991: Vida robada — Луис
- 1991: Cadenas de amargura — Хоакин
- 1990—1991: Cenizas y diamantes — Фредди

### Художественные фильмы

#### Музыкальные комедии
- A Chorous Line

## Театральные работы
- Pedro y el Lobo
- Suicidate Langosta
- Ponte en mis Zapatos
- Juntos florever

## Телевидение
- Bailando por un sueño (2014) — Participante, Segundo eliminado
- Se Vale (телеведущий)
- Vida TV (телеведущий)

## Дискография
- Mestizo
- Moliendo Café / tequila
- El Ruletero

## Награды и премии

### TVyNovelas
| Год  | Номинация                 | Теленовелла      | Итоги премии |
| ---- | ------------------------- | ---------------- | ------------ |
| 2007 | лучшая отрицательная роль | La fea más bella | проигрыш     |